# Sindicato Dodero
Sindicato Dodero es un paraje abandonado ubicado en cercanías del Cerro Pan de Azúcar y la playa Alsina, en la costa central del Golfo San Jorge, en la provincia de Santa Cruz, República Argentina. Se encuentra aproximadamente a 50 km al norte de Caleta Olivia y 20 km al sur de Comodoro Rivadavia. Se localiza cerca de la Autovía Comodoro Rivadavia - Caleta Olivia, parte de la Ruta Nacional 3 en el km 1966. Su nombre hace alusión a una antigua empresa petrolera privada.

## Geografía

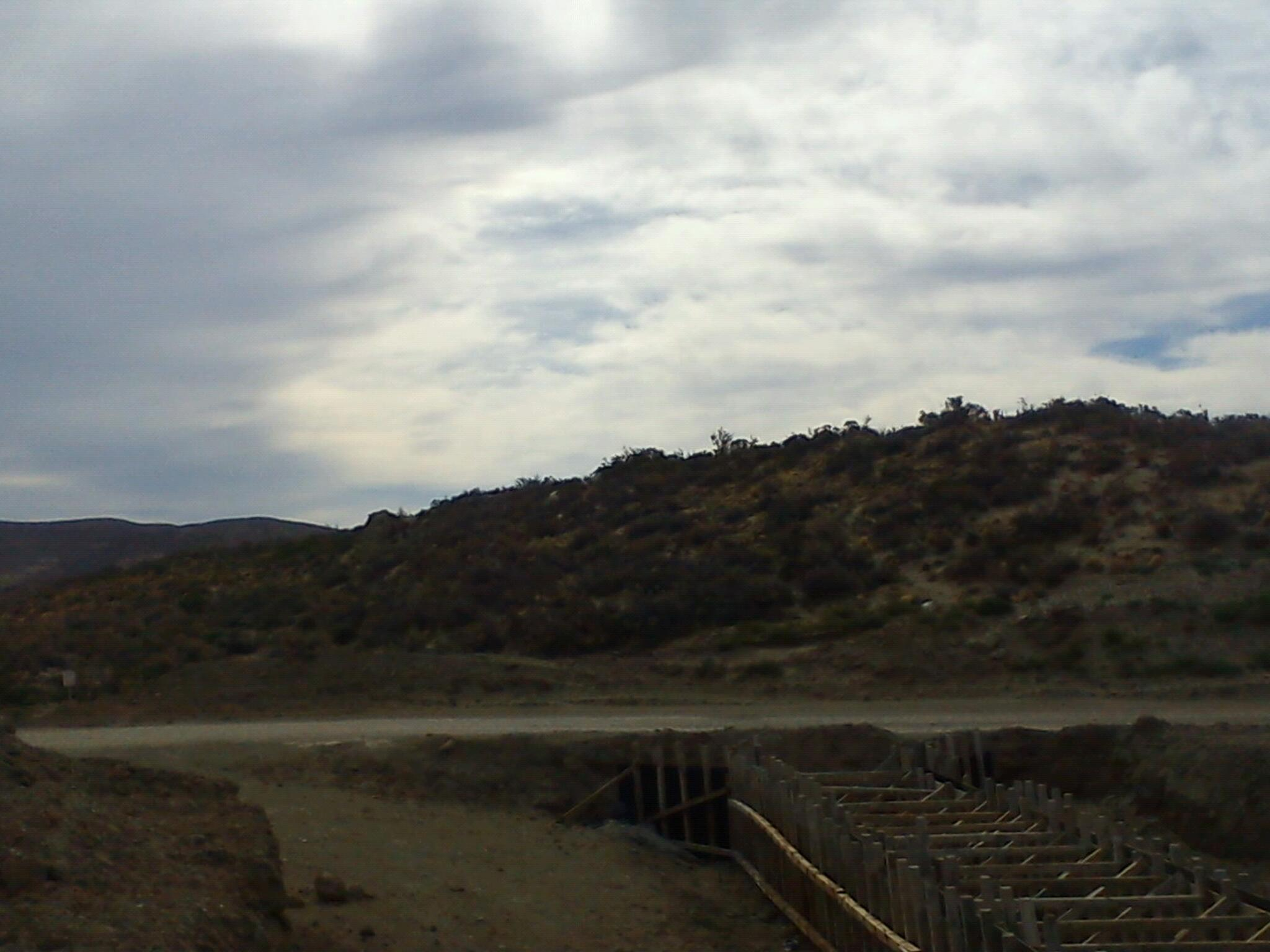
Vista del paraje

Sindicato Dodero se encuentra ubicada en las coordenadas 46°04′00″S 67°38′00″O / -46.06667, -67.63333, a 26 m s. n. m. Su clima es frío y seco, correspondiente con la meseta patagónica.